# Дестрибатс, Агустин
Агустин Алехандро Дестрибатс (исп. Agustín Alejandro Destribats; род. 30 октября 1997, Кордова) — аргентинский борец вольного стиля, многократный чемпион Южной Америки, призёр панамериканских чемпионатов, Панамериканских игр и Кубка мира, участник Олимпийских игр 2020 года в Токио.

## Карьера
В начале марта 2020 года в Оттаве стал бронзовым призёром панамериканского чемпионата. А уже через несколько дней в середине марта 2020 года в той же Оттаве на Панамериканском отборочном турнир в Оттаве завоевала лицензию на Олимпийские игры 2020 года в Токио. В октябре 2020 года проходил сбор в Махачкале, после которого в начале ноября 2020 года отправился на Гран-При Москвы. В декабре 2020 года в Белграде на Индивидуальном Кубке мира, одержав победу в схватке за 3 место над армянином Размиком Папикяном, стал бронзовым призёром. В августе 2021 года на Олимпийских играх в первой же схватке на стадии 1/8 финала уступил Исмаилу Мусукаеву, представляющего Венгрию, и занял итоговое 11 место.

В 2023 году завоевал бронзовую медаль на Панамериканских играх в Сантьяго.

## Достижения
- Чемпионат Южной Америки по борьбе 2015 — ;
- Чемпионат Южной Америки по борьбе 2016 — ;
- Чемпионат Южной Америки по борьбе 2017 — ;
- Южноамериканские игры 2018 — ;
- Панамериканский чемпионат по борьбе 2019 — ;
- Панамериканский чемпионат по борьбе 2020 — ;
- Индивидуальный кубок мира по борьбе 2020 — ;
- Олимпийские игры 2020 — 11;
- Панамериканские игры по борьбе 2023 — .